# Casa Francàs
La Casa Francàs és una casa historicista de Mataró (Maresme) protegida com a bé cultural d'interès local.

## Descripció
Edifici de tres cossos de planta baixa i dues plantes pis. Destaca la verticalitat de la composició de les obertures de la façana acusada per les dues pilastres centrals a les plantes pis i pels trencaaigües ornamentats dels balcons. L'edifici acaba amb una cornisa sustentada per cartel·les i un acroteri.
La façana presenta un acabat estucat amb esgrafiats de motius florals i amb la data 1899.